# Claremont, New Hampshire
Claremont är en stad i Sullivan County i New Hampshire, USA, med 13 355 inv. (2010).